# Liesek
Liesek (in ungherese Ljeszek) è un comune della Slovacchia facente parte del distretto di Tvrdošín, nella regione di Žilina.